# Tratado de la Confederación del Rin
El Tratado de la Confederación del Rin (en alemán: Rheinbundakte) es un tratado firmado el 12 de julio de 1806 en París entre el representante del emperador francés Napoleón Bonaparte y los de los dieciséis príncipes alemanes que abandonaron la Dieta del Sacro Imperio Romano Germánico para unirse a la Confederación del Rin como estados soberanos.

## Contexto
El 6 de agosto de 1806, Francisco II del Sacro Imperio Romano Germánico, último emperador del Sacro Imperio Romano Germánico, abdicó tras ser derrotado en Austerlitz y firmar el Tratado de Paz de Presburgo en diciembre de 1805. Napoleón impuso su visión de Europa, los estados que participaron en la Confederación proporcionaron tropas a Francia y a cambio, se ampliaron a expensas de los principados episcopales y las ciudades libres. 
Francia recuperó todos los territorios al oeste del Rin mediante el Tratado de Lunéville en 1801 y, con el establecimiento de la Confederación, aseguró un sólido baluarte contra las naciones de Europa Central, incluido el Reino de Prusia, el Imperio austríaco y el Imperio ruso.

## Tratado

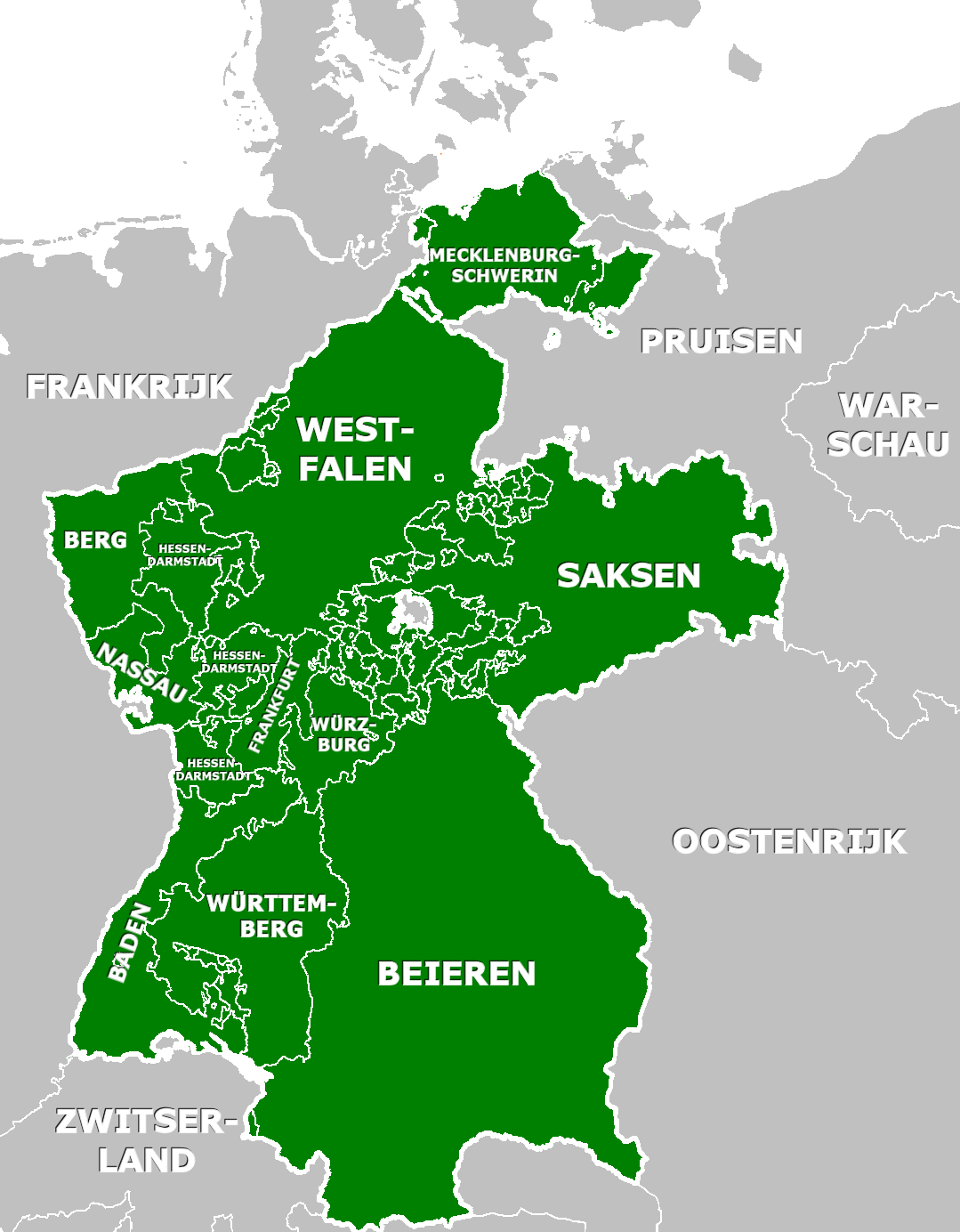
La Confederación del Rin en 1812.

En el primer artículo, los estados declaran su independencia del Sacro Imperio Romano Germánico y la formación de una confederación de los estados del Rin. Además, declaran que las leyes del Imperio, con excepción de las disposiciones del Reichsdeputationshauptschluss y del Rheinschiffahrtsoktroi, ya no son aplicables. 
En los dos artículos siguientes se establece que los príncipes renuncian a todo título que exprese una relación con el Imperio y que se retiran antes de agosto de 1806 de la Dieta Imperial. Los siguientes artículos describen el funcionamiento de la Confederación, así como los respectivos títulos y territorios de cada uno de sus miembros. Esto dio lugar a una distribución de fuerzas militares que constituiría una alianza entre los estados alemanes y el Imperio francés.
Los Estados de LLMM, los Reyes de Baviera y Wurtemberg, de LLAASS los Electores Archicanciller y de Baden, el Duque de Berg y Cléveris, el Landgrave de Hesse-Darmstadt, los Príncipes de Nassau-Usingen y Nassau-Weilburg, los Príncipes de Hohenzollern-Hechingen y Hohenzollern-Sigmaringen, los Príncipes de Salm-Salm y Salm-Kyrburg, el Príncipe de Isenburg-Birstein, el Duque de Aremberg, el Príncipe de Liechtenstein y el Conde de Leyen y Hohengeroldseck serán separados a perpetuidad del territorio del Imperio Germánico y unidos entre sí por una confederación especial, bajo el nombre de Estados Confederados del Rin.
— Artículo 1
Valores
El Príncipe Elector y Archicanciller es nombrado Príncipe Primado.
Tres príncipes fueron elevados al rango de Gran Duque:
el Príncipe Elector de Baden;
el duque de Berg y Cléveris;
Landgrave de Hesse-Darmstadt.
El Príncipe de Nassau es elevado al rango de Duque.
El conde de la Leyen es elevado al rango de príncipe.

## Disolución de la Confederación
Tras la batalla de Leipzig, Francia, sus aliados europeos y sus aliados del Rin fueron derrotados por una alianza que incluía, entre otros, al Reino de Prusia y al Imperio austríaco. La campaña alemana terminó en 1813 con esta batalla. El Tratado de París, firmado en 1814, que estableció nuevas fronteras para las naciones europeas, puso fin efectivamente a la Confederación. 
Recién el 4 de noviembre del mismo año la disolución se hizo efectiva de iure. Un año más tarde, las naciones alemanas, incluidas Prusia y Austria, se unieron nuevamente a través del Acta de la Confederación Alemana: se creó la Confederación Alemana, que marcaba la distancia con la influencia francesa que había marcado la Confederación del Rin.